# Löparspel
Den här artikeln använder algebraisk schacknotation för att beskriva schackdragen.

Löparspel är en schacköppning som karaktäriseras av dragen:
1. e4 e5
2. Lc4
Öppningen är namngiven efter löpardraget 2.Lc4.

## Partiexemplar
Vit: Scovara
Svart: Paolo Boi
Casual 1575
1.e4 e5 2.Lc4 Lc5 3.Sf3 Sc6 4.c3 De7 5.d4 exd4 6.cxd4 Dxe4 7.Le3 Lb4 8.Sc3 d5 9.Ld3 De7 10.h3 Sf6 11.Kf1 Kf8 12.g4 Kg8 13.Th2 Ld6 14.Tg2 1-0